# Tennistoernooi van Sydney 1994
|                                      |  |                                     |
| Kimiko Date, winnares bij de vrouwen |  | Pete Sampras, winnaar bij de mannen |

Het tennistoernooi van Sydney van 1994 werd van maandag 9 tot en met zondag 15 januari 1994 gespeeld op de hardcourt-buitenbanen van het White City Stadium in de Australische stad Sydney. De officiële naam van het toernooi was Peters International. Het was de 102e editie van het toernooi.
Het toernooi bestond uit twee delen:
- WTA-toernooi van Sydney 1994, het toernooi voor de vrouwen
- ATP-toernooi van Sydney 1994, het toernooi voor de mannen

ATP-toernooi van Sydney – WTA-toernooi van Sydney

Toernooien sinds 1990:
1990 · 1991 · 1992 · 1993 · 1994 · 1995 · 1996 · 1997 · 1998 · 1999 · 2000 · 2001 · 2002 · 2003 · 2004 · 2005 · 2006 · 2007 · 2008 · 2009 · 2010 · 2011 · 2012 · 2013 · 2014 · 2015 · 2016 · 2017 · 2018 · 2019 · 2020 · 2021 · 2022